# Unzmarkt-Frauenburg
Unzmarkt-Frauenburg é um município da Áustria, situado no distrito de Murtal, no estado da Estíria. Tem 36,45 km² de área e sua população em 2019 foi estimada em 1.322 habitantes.